# إليزابيث دميترييف
إليزابيث دميترييف (ولدت إليزافيتا لوكينيتشنا كوشيليفا، والمعروفة أيضًا باسم إليزافيتا تومانوفسكايا في 1 نوفمبر 1850 حتى عام 1916 أو 1918) كانت ناشطة ثورية ونسوية روسية. الابنة غير الشرعية لأرستقراطي روسي وممرضة ألمانية، حظيت بتربية مريحة لكنها هُمّشت داخل الطبقة الأرستقراطية الروسية بسبب ظروف ولادتها، مما أدى إلى اهتمامها بالماركسية والأفكار المتطرفة لنيكولاي تشيرنيشفسكي. دخلت في زواج مصلحة مع ميخائيل تومانوفسكي، العقيد الذي تقاعد مبكرًا بسبب المرض، من أجل الحصول على ميراثها، الذي استخدمته لتمويل القضايا الثورية مثل مجلة نارودنوي ديلو الصادرة باللغة الروسية. سمح لها مالها وحالتها الزوجية بمغادرة روسيا والدراسة في جنيف، حيث شاركت في تأسيس قسم جنيف في رابطة العمال الدولية. أرسلها قسم جنيف كمبعوثة إلى لندن، وأصبحت قريبة من كارل ماركس وابنته جيني.
عندما أُعلن عن كومونة باريس (الثورة الفرنسية الرابعة) بعد الهزيمة الفرنسية في الحرب الفرنسية البروسية، أرسل ماركس دميترييف إلى باريس كممثلة للأممية. هناك، أصبحت واحدة من أهم القيادات النسائية في الكومونة، وأسست الاتحاد النسائي للدفاع عن باريس ورعاية الجرحى، الذي طالب بحقوق المرأة العاملة ونظم ورشات عمل تعاونية للنسيج في المدينة. خلال «الأسبوع الدموي»، عندما استعادت قوات الحكومة الفرنسية المدينة، قاتلت دميترييف وأصيبت دفاعًا عن الكومونة. اختبأت هي وليو فرانكل، الذي عملت معه أثناء الكومونة وأُنقذا خلال القتال في باريس لعدة أسابيع قبل الهروب إلى جنيف.
بعد أن شعرت بالاكتئاب بسبب هزيمة الكومونة وفشل الثوريين الآخرين في مساعدتها، عادت إلى روسيا في أكتوبر 1871. وهناك كافحت من أجل العودة إلى السياسة، لأن الدوائر الراديكالية في سبعينيات القرن التاسع عشر كانت أقل تعاطفًا مع اشتراكيتها النسوية مقارنة باشتراكيتها في ستينيات القرن التاسع عشر، ولأنها أُجبرت على إخفاء ماضيها الكوموني بسبب ملاحقتها من قبل الشرطة الفرنسية والسويسرية والروسية. وقعت في حب مدير ممتلكات زوجها الأول المسن، إيفان ميخائيلوفيتش دافيدوفسكي، وأنجبت منه طفلين بعد أن ترملت في عام 1873. أصبح دافيدوفسكي متهمًا رئيسيًا في محاكمة جماعية مثيرة، فقد اتهم بكونه زعيم عصابة «جاك أوف هارتس» الإجرامية، وأُدين بتهمة الاحتيال والقتل. تزوجته دميترييف وتبعته إلى المنفى في سيبيريا. أمضت السنوات الأخيرة من حياتها في غموض، وتاريخ وفاتها غير مؤكد.
على الرغم من أن تأريخ كومونة باريس كان يميل إلى التركيز على لويز ميشيل، لكن ألهمت حياة دميترييف عددًا من السير الذاتية. تحمل ساحة عامة في باريس اسمها، وخُصص متحف لها في فولوك، القرية التي ولدت فيها، حيث يتذكرها الجميع كبطلة للحركة الثورية.